# 崁頂駅 (新北市)
崁頂駅（かんちょうえき）は、台湾新北市淡水区にある新北捷運淡海軽軌緑山線の駅。駅は沙崙路二段と新市六路一段の交差点南側に設置され、駅番号はV11。路面電車の停留所を鉄道駅に含める場合、台湾島内で最北端に位置する鉄道駅。

## 歴史
- 2014年8月13日 - 当駅を含む工区起工[1]。
- 2016年5月13日 - 駅名確定[2]。
- 2018年
  - 4月 - 駅番号変更（G8→V11）[3]。
  - 12月24日 - 開業[4]。

## 駅構造
島式ホーム1面2線の地上駅。
| 地上 | 南行き                                 | (←淡海機廠) 緑山線 紅樹林方面（淡海新市鎮駅）→ |
| 地上 | 島式ホーム、車両左側のドアが開閉する。 |                                                |
| 地上 | 南行き                                 | (←淡海機廠) 緑山線 紅樹林方面（淡海新市鎮駅）→ |

## 利用状況
| 年   | 年間利用客数 | 年間利用客数 | 年間利用客数 | 年間利用客数 | 1日平均 | 1日平均 |
| 年   | 乗車         | 下車         | 乗降計       | 出典         | 乗車    | 乗降    |
| ---- | ------------ | ------------ | ------------ | ------------ | ------- | ------- |
| 2018 | 資料なし     | 資料なし     | 資料なし     | [ 注 2 ]     | -       | -       |
| 2019 | 216,000      | 248,000      | 464,000      | [ 注 3 ]     | 592     | 1,271   |
| 2020 | 100,000      | 120,000      | 220,000      | [ 8 ]        | 273     | 601     |
| 2021 | 43,000       | 53,000       | 96,000       | [ 9 ]        | 118     | 263     |

## 駅周辺
- YouBike（新北市公共自転車（中国語版））軽軌崁頂駅
- 淡海軽軌淡海機廠
- 淡海美麗新広場（中国語版）（Miranew）

## 隣の駅
新北捷運
■淡海軽軌緑山線
淡海新市鎮駅 (V10) - 崁頂駅 (V11)

### 註釈
1. ↑  ただし各年の『新北市捷運統計年報』では、年間の数値が千人単位での公表であり、1日平均の場合は誤差が出ることを考慮する必要がある。
2. ↑  無料期間
3. ↑  平均は2月1日の有料化後、334日間で算出[7]